# Београд за почетнике
Београд за почетнике: бедекер крос носталгију (паралитература)  је дело које је написао Богдан Тирнанић, први пут објављено 1983. године у издању "Народне књиге". Године 1987. је објављено ново издање чији су издавачи били Богдан Тирнанић, Зоран Спасић и Миодраг Драмичанин. Поновљено издање је штампала издавачка кућа "Дерета" 2012. године.

## О аутору
Богдан Тирнанић (14. септембар 1941-16. јануар 2009) био је један од најпознатијих српских новинара, есејиста и филмских критичара. Колумне је објављивао у најчитанијим новинама бивше Југославије: Сусрету, Политици, Борби, НИН-у (две деценије био уредник и главни уредник), Телеграфу, Дневном Телеграфу, Радио ТВ ревији, Оку, Књижевној речи, Прешу, Профилу. Радио је и на ТВ Београд, био је заменик уредника ТВ Политика, главни уредник часописа "Њу Момент", креативни директор агенције SMS Bates.
Глумио је у Раним радовима Желимира Жилника, Црном Бомбардеру Дарка Бајића, филму Дечко који обећава, у серији Отписани. Тирнанић је био коаутор сценарија за филм Последњи круг у Монци. Аутор је књига Београд за почетнике, Београд за понављаче, Огледи о Паји Патку и коаутор Београдских прича.

## О делу
Београд за почетнике је био први написани књижевни бедекер о Београду, својеврсни водич кроз град. У тридесет и једном поглављу, осликан је мурал који је представио овај град: долаазак у град, шетње улицама, приче о биоскопима који данас више не постоје, стрипови, људи, књиге, кафане и значајна места. Књига представља водич кроз град кога можда више нема, али какав можемо поново да створимо, са оним несталим делом који постоји у нама, а не у свету око нас.
Већина текстова у књизи је објављена у НИН-у, у рубрици под истим насловом. Неки текстови су објављени у Књижевним новинама, Интервју, Дуги, Радио ТВ Ревији, или емитовани на Програму 202 Радио-Београда, док је један број написан поводом објављивања књиге.